# إم في ليه جولا
إم في ليه جولا هي كانت سفينة رو رو مملوكة من قبل الحكومة السنغالية، في 26 سبتمبر 2002  غرقت قبالة سواحل غامبيا كانت تحمل حوالي 2000 راكب نصفهم بدون تذاكر، أدى الحادث لمقتل 1863 راكب.